# CTV (Kanada)
CTV Television Network ist der größte englischsprachige private Fernsehsender Kanadas. Die Abkürzung „CTV“ hat keine offizielle Bedeutung, viele Kanadier interpretieren das jedoch als „Canadian Television“. Die Hauptstudios des Senders befinden sich in Toronto, Ontario, Kanada. Der Sender wird von Bell Globemedia betrieben und verfügt über mehrere regionale Studios in anderen Provinzen.

## Geschichte
Die Regierung von Premierminister John Diefenbaker verabschiedete 1958 ein neues Rundfunkgesetz, mit welchem die Aufsichtsbehörde, das Board of Broadcast Governors (dem Vorgänger der heutigen Canadian Radio-Television an Telecommunications Commission) gegründet wurde. Als sich das Monopol des Canadian Broadcasting Corporation (CBC) langsam dem Ende näherte, beschloss die neue Aufsichtsbehörde die Gründung eines zweiten Sendernetzwerks einzurichten. Die Behörde schrieb Senderechte für Halifax und Montreal aus, die mit zweisprachigen Programmen in Englisch und Französisch versorgt werden sollten. Weitere Sendegenehmigungen wurden ausgeschrieben für die Städte Ottawa, Toronto, Winnipeg, Calgary, Edmonton und Vancouver, um den Einwohnern eine alternative anbieten zu können, neben dem Programmangebot von CBC.
Der neue Sender CTV Television Network startete offiziell am 1. Oktober 1961. Am 1. September 1966 stellte der Sender auf das Farbfernsehsystem um. Im Laufe der folgenden Jahre entwickelte sich der Sender zu einem Netzwerk. Mitte 1970 wurde das Sendegebiet auf ganz Kanada ausgeweitet, durch neu eröffnete regionale TV-Stationen, als auch durch die Übernahme von bestehenden regionalen Studios von CBC. In den folgenden Jahren kamen weitere regionale Studios hinzu. Seit 2003 wird das Programm im Breitbildformat 16:9 gesendet.

## Programmschema
CTV sendet Serien, TV-Shows, Filme, Dokumentationen, Nachrichten sowie regionale Nachrichten. Montags bis freitags wird morgens das Frühstücksfernsehen Canada AM gesendet. In diesem werden aktuelle Nachrichten sowie regionale Nachrichten aus anderen Provinzteilen und weiteres Unterhaltungsprogramm ausgestrahlt. Am restlichen Vormittag werden bis zur Mittagszeit Serien und Shows gesendet.
Während der Mittagszeit werden die CTV News gesendet, im frühen Nachmittagsprogramm Talkshows, Shows und Serien wie z. B. Dr.Phil. Im Vorabendprogramm werden die Abendnachrichten und weitere Serien gesendet. Zur Hauptsendezeit abends werden montags bis mittwochs immer Filme gesendet. Donnerstags bis samstags werden im Abendprogramm aktuelle Serien gesendet. Je nach Filmlänge folgt nach dem Film eine Serie. Anschließend folgen die nationalen Nachrichten, die landesweit übertragen werden. Die CTV National News berichten über aktuelle Geschehnisse in Kanada, den benachbarten Vereinigten Staaten sowie weltweit. Daneben wird über die aktuellen Marktentwicklungen an den Börsen berichtet. Anschließend folgen Late-Night-Shows oder Serien.

### Sonderausstrahlungen
CTV war einer der Sender, der im Jahr 2005 die in Kanada ausgeschriebenen Ausstrahlungsrechte für die Berichterstattungen der Vancouver 2010 Winter Olympics und für die Olympischen Spiele 2012 in London gewann. Die Rechte erhielten außerdem die Sender Rogers Sportsnet, The Sports Network und der französischsprachige Fernsehsender Réseau des sports.
Am 2. Juli 2005 übertrug CTV 20 Stunden lang das Live-8-Konzert, welches von über 10,5 Millionen Menschen angesehen wurde. Es wurde somit auch gleich das meistgesehene Fernsehprogramm in der kanadischen Geschichte.
Der Sender überträgt auch jährlich stattfindende Events wie die Vergabe der Emmys und Oscars sowie das Toronto International Film Festival.

## CTV HD
Der Sender stellt alle seine Sender auf das neue High Definition Television (HD-TV) um. Bisher senden folgende Sender auf HD:
- Toronto, seit 2005
- Vancouver, seit 2006
- Calgary, seit 2009
- Montreal, seit 2011
- Ottawa, seit 2011
- Edmonton, seit 2011
- Kitchener, seit 2011
- Winnipeg, seit 2011
- Halifax, seit 2011
- Peterborough, seit 2015

## Slogans
- 1966: The Colour Network
- 1967: It’s Happening on CTV
- 1974: For Those Who Want It All
- 1987: CTV Entertains You
- 1988: The Choice of Canadians
- 1990: Tuned In To You
- 1998–2003: Canadian Television
- 2004–2005: Canada’s Watching
- 2006: Canada’s Number One Network
- 2010: Naturally CTV

## Serien

### US-amerikanische
- Blindspot
- Cold Case – Kein Opfer ist je vergessen (Cold Case)
- Castle
- Criminal Intent – Verbrechen im Visier (Law & Order: Criminal Intent)
- Criminal Minds
- CSI: Den Tätern auf der Spur (CSI: Crime Scene Investigation)
- CSI: Miami
- CSI: NY
- Desperate Housewives
- Emergency Room – Die Notaufnahme (ER)
- FlashForward
- Fringe – Grenzfälle des FBI (Fringe)
- Ghost Whisperer – Stimmen aus dem Jenseits (Ghost Whisperer)
- Gossip Girl
- Grey’s Anatomy
- Human Target
- Law & Order
- Law & Order: Special Victims Unit
- Lost
- Medium – Nichts bleibt verborgen (Medium)
- The Mentalist
- O.C., California (The O.C.)
- Two and a Half Men
- Unforgettable
- V – Die Besucher (V)
- Vampire Diaries (The Vampire Diaries)

### Eigenproduktionen
- Canadian Idol
- Corner Gas
- Degrassi: The Next Generation
- Flashpoint – Das Spezialkommando (Flashpoint)
- Instant Star
- Motive
- Saving Hope
- The Bridge
- The Eleventh Hour
- The Listener – Hellhörig (The Listener)
- Robson Arms

## Sendestationen
- CIVT (Vancouver)
- CFCN (Calgary)
- CFRN (Edmonton)
- CFQC (Saskatoon)
- CIPA (Prince Albert)
- CKCK (Regina)
- CICC (Yorkton)
- CKY (Winnipeg)
- CTV Northern Ontario (früher MCTV) (Northern Ontario)
  - CHBX (Sault Ste. Marie)
  - CITO (Timmins)
  - CICI (Greater Sudbury)
  - CKNY (North Bay)
- CKCO (Kitchener)
- CFTO (Toronto)
- CJOH (Ottawa)
- CFCF (Montreal)
- CTV Atlantic (formerly ATV) (Maritimes)
  - CKLT (Saint John)
  - CKCW (Moncton)
  - CJCH (Halifax)
  - CJCB (Sydney (Nova Scotia))